# (6506) Klausheide
(6506) Klausheide es un asteroide perteneciente al cinturón de asteroides descubierto por Schelte John Bus el 15 de marzo de 1978 desde el observatorio del Monte Palomar, Estados Unidos.

## Designación y nombre
Klausheide fue designado inicialmente como 1978 EN10.
Más tarde, en 2003, se nombró en honor de Klaus Heide (1938-2023), quien fue profesor de la Universidad de Jena, aplicó los métodos de análisis de gases desprendidos y espectrometría de masas al estudio de tectitas, vidrios de impacto y meteoritos rocosos. También realizó importantes contribuciones a la comprensión de la erosión terrestre de los hallazgos de meteoritos.

## Características orbitales
Klausheide orbita a una distancia media del Sol de 2,371 ua, pudiendo acercarse hasta 2,254 ua y alejarse hasta 2,488 ua. Tiene una excentricidad de 0,049 y una inclinación orbital de 6,392 grados. Emplea en completar una órbita alrededor del Sol 1333,57 días.

## Características físicas
La magnitud absoluta de Klausheide es 14,06. Tiene 3,495 km de diámetro y su albedo se estima en 0,479.